# Dobra (Hunedoara)
Dobra é uma comuna romena localizada no distrito de Hunedoara, na região histórica da Transilvânia. A comuna possui uma área de 138.16 km² e sua população era de 3406 habitantes segundo o censo de 2007.